# 松永作次郎
松永 作次郎（まつなが さくじろう、生没年不詳）は明治時代の地本問屋である。

## 来歴
松月堂と号す。明治20年代に東京府日本橋区室町3丁目10番地において地本問屋を営業している。小林清親、篠原清興、楊斎延一の錦絵を出版している。

## 作品
- 楊斎延一 『園中美人之納涼』大判 明治26年（1893年）
- 楊斎延一 『平壌激戦左宝貴以下生擒之図』 大判3枚続 明治27年（1894年）
- 篠原清興 『旅順口月下之攻撃』 大判3枚続 明治27年 大英図書館所蔵
- 小林清親 『第二軍威海衛攻撃水上之進軍』 大判3枚続 明治28年（1895年） ボストン美術館所蔵
- 篠原清興 『栄城湾上陸后之露営』 大判3枚続 明治28年（1895年） ボストン美術館所蔵